# Neoepiscardia epixena
Neoepiscardia epixena är en fjärilsart som beskrevs av László Anthony Gozmány. Neoepiscardia epixena ingår i släktet Neoepiscardia och familjen äkta malar. Inga underarter finns listade i Catalogue of Life.